# Angiosperm Phylogeny Website
Angiosperm Phylogeny Website (APWeb, APW, возможный перевод — «Сайт филогении покрытосеменных») — информационный проект (сайт в сети Интернет), обеспечивающий доступ к информации о филогении и таксономии цветковых растений.
Angiosperm Phylogeny Website размещён на сайте Ботанического сада Миссури и поддерживается большей частью Питером Стивенсом — участником «Группы филогении покрытосеменных» (Angiosperm Phylogeny Group, APG). Материалы APWeb в значительной степени базируются на работах группы APG, в том числе на системах классификации, разрабатываемых этой группой (последняя из которых — Система APG III, опубликованная в ноябре 2009 года). Иногда система классификации, приводимая на сайте, рассматривается как самостоятельная.
Для каждого порядка и семейства даны их краткие филогенетические и ботанические характеристики, указано число родов и видов, входящих в их состав; для семейств приведены списки родов. Карты ареалов показаны для каждого семейства, а также для крупных подсемейств.
Помимо информации о цветковых растениях на сайте приведена краткая информация и о других высших растениях.